# Бахтіяр Рахмані
Бахтіяр Рахмані (перс. بختیار رحمانی, нар. 23 вересня 1991, Сарполь-е Захаб) — іранський футболіст, півзахисник клубу «Фулад» та національної збірної Ірану.

## Клубна кар'єра
Народився 23 вересня 1991 року в місті Сарполь-е Захаб. Вихованець футбольної школи клубу «Фулад». Дорослу футбольну кар'єру розпочав 2007 року в основній команді того ж клубу, кольори якої захищає й донині.

## Виступи за збірні
2006 року дебютував у складі юнацької збірної Ірану, взяв участь у 2 іграх на юнацькому рівні, відзначившись 2 забитими голами.
Протягом 2009–2013 років залучався до складу молодіжної збірної Ірану. На молодіжному рівні зіграв у 13 офіційних матчах, забив 6 голів.
2013 року дебютував в офіційних матчах у складі національної збірної Ірану. Наразі провів у формі головної команди країни 4 матчі.